# Benediktinerinnenkloster zu den heiligen Makkabäern

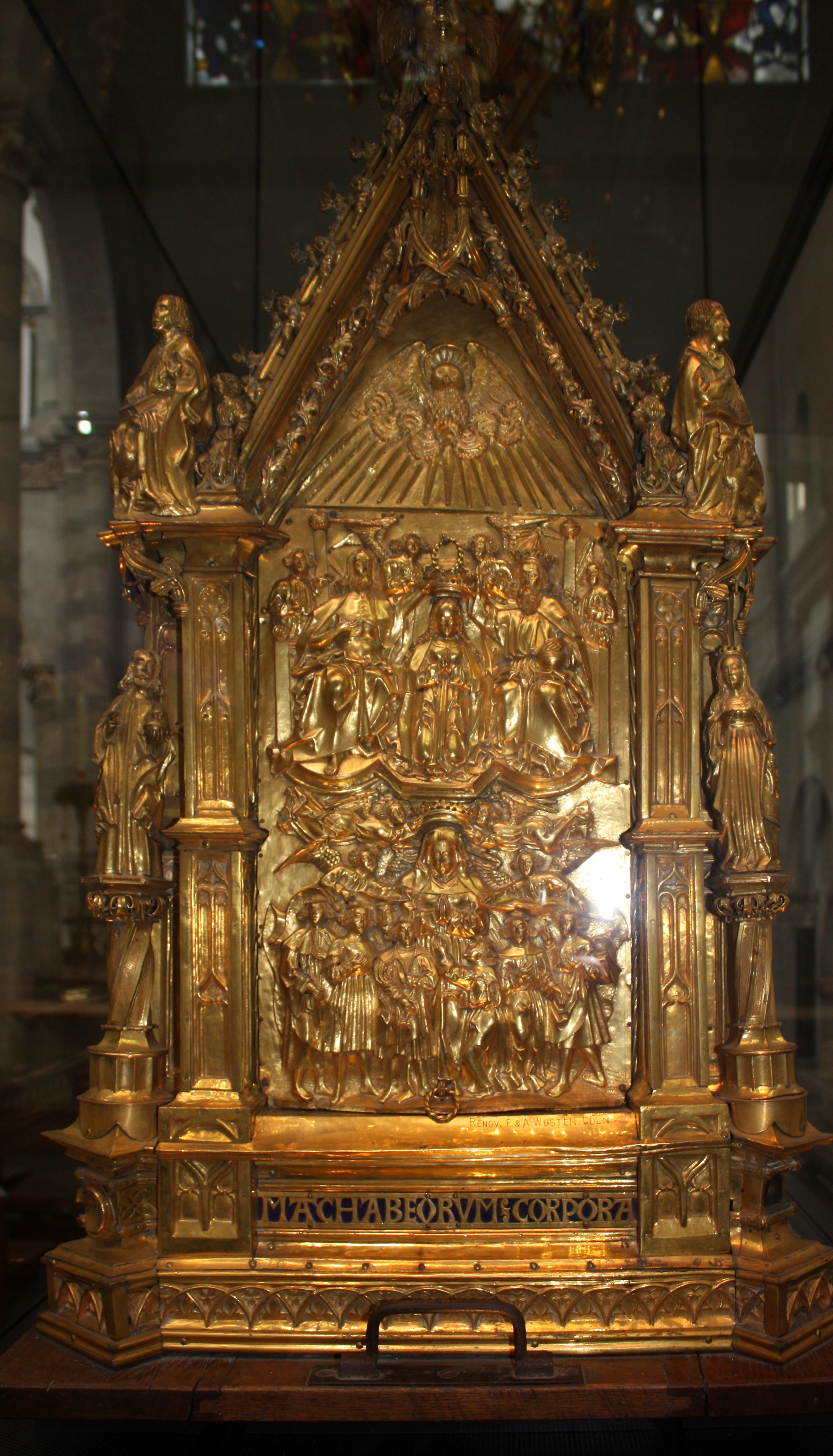
Machabäerschrein,
um 1520–1527

Das Benediktinerinnenkloster zu den heiligen Makkabäern war ein seit mittelalterlicher Zeit von Benediktinerinnen geführtes Kloster in der Kölner Vorstadt Niederich. Es lag in der Höhe der Straße Eigelstein, an der heutigen Machabäerstraße. Das Kloster wurde im Jahr 1178 gegründet und infolge der 1802 verfügten Säkularisation wenige Jahre später abgetragen.

## Geschichte

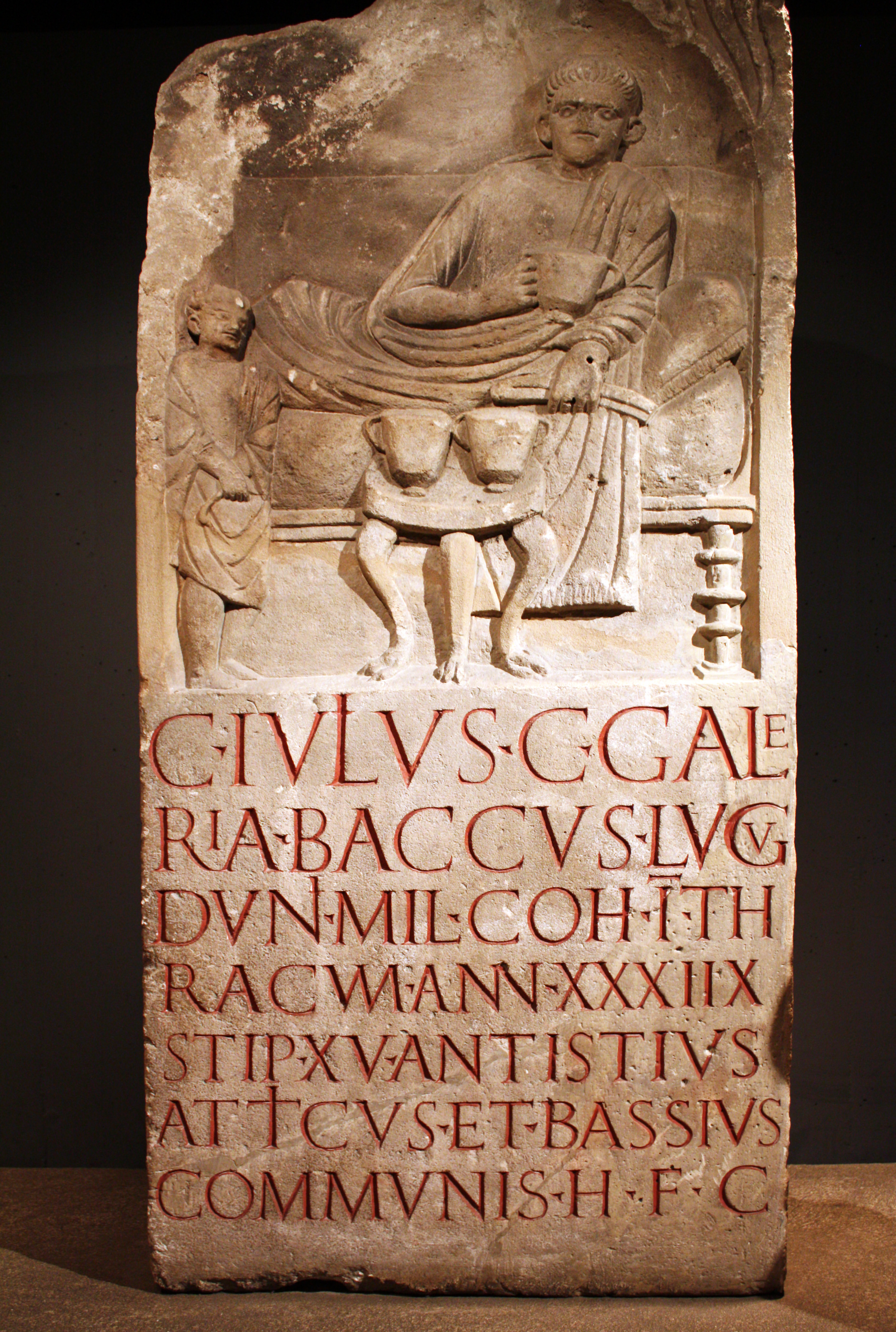
Grabmal des Gaius Julius Baccus (1. Jh.) auf dem Eigelstein

### Römische Anfänge
Das Benediktinerinnenkloster der Makkabäer lag an der Peripherie des als „ager ursulanus“ bezeichneten weitläufigen Geländes, das sich als römisch-fränkisches Gräberfeld, von St. Ursula über den Straßenzug Eigelstein hinweg nach Osten erstreckte. Wie an anderen antiken Ausfallstraßen der Stadt waren Römische Grabstätten auch im Nordwesten der CCAA, an der nach Neuss (Novaesium) führenden Heerstraße (Nordtor – Eigelstein – Neusser Straße) angelegt worden. Im Gegensatz zu den anderen, weiter außerhalb an den alten Ausfallstraßen liegenden Bestattungsorten damaliger Zeit fanden sich solche im Norden der Stadt auch in näherer Umgebung der Stadtmauer. Dort in der nördlichen Vorstadt konnten schon in der frühen Neuzeit zahlreiche antike Gräber, ausgestattet mit aufschlussreichen Beigaben, freigelegt werden.

### Neuzeitliche Befunde
Für das 19. Jahrhundert führte der Historiker Klinkenberg mehrere dem 1.- 2. und 3. Jahrhundert n. Chr. entstammende Funde und Befunde an, die auf dem Gelände des Klosters an der heutigen Machabäerstraße geborgen und dann wissenschaftlich ausgewertet wurden. Diese und weitere Grabungen in anderen Stadtteilen trugen mit den gewonnenen Erkenntnissen zur weiteren Aufhellung der frühen Kölner Geschichte bei.
Bei den im 20. Jahrhundert auf diesem Gelände durchgeführten Grabungen (1995 und 1996) wurden die Fundamente der ehemaligen Makkabäerkirche, aber auch Mauerwerk einer wesentlich älteren Bausubstanz freigelegt. Diese Reste gehörten zu einem spätrömischen Apsidenbau mit Ziegelkuppel, der, wie bei zeitlich vergleichbaren Bauwerken festgestellt, eine tief in den Boden hinabreichende Krypta erhalten hatte.

### Magdalenenkapelle
Auch in den dem Abzug der Römer folgenden Jahrhunderten soll das Gelände im Norden der Stadt weiter Bestattungsort gewesen sein, auf dem nach der Christianisierung ein Oratorium errichtet worden sein soll.
So soll an der von der Straße Eigelstein abzweigenden Machabäerstraße (ehemals auch „S. Mavyrenstraße“) auf dem so genannten Greesberg oder Greesberger Feld schon zu Erzbischof Annos Zeit (um 1070) eine der heiligen Magdalena geweihte Kapelle gestanden haben, bei der es sich vermutlich um eine Friedhofskapelle handelte.
Erstmals urkundlich bezeugt wurde diese am 18. Juli 1134 durch ihre Erwähnung in einer Schenkung des Grafen von Saffenberg. Auf eine weitere Erwähnung dieser Zeit verwies der Historiker Keussen. Dort heißt es ebenfalls für das Jahr 1134: ecclesia s. Machabeorum fundata Colonie iuxta portam, que dic. Eigelis.

### Legenden

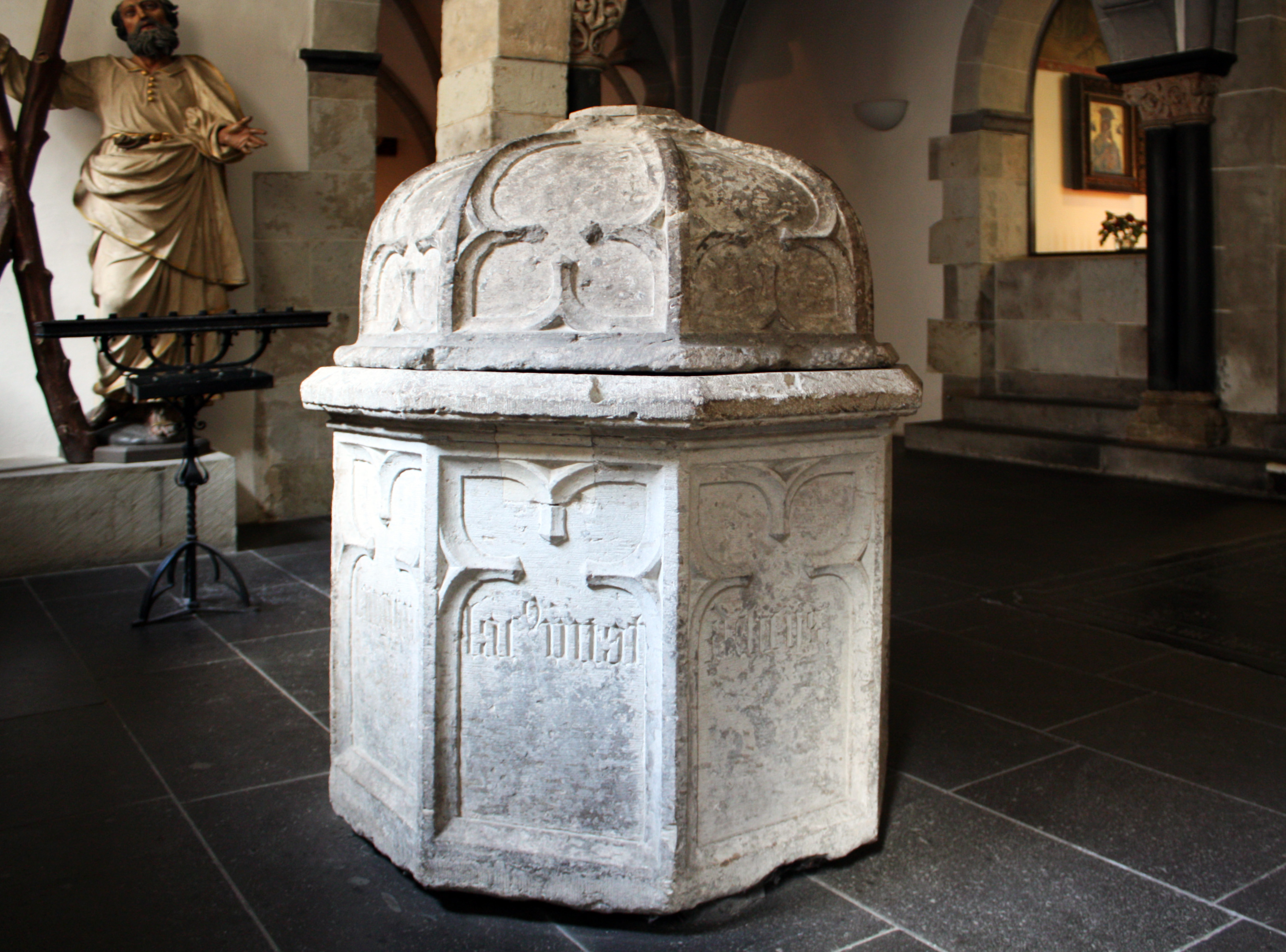
„Blutbrunnen“ genannter Taufstein der ehem. Makkabäerkirche

Einer Legende nach hatten die Juden sieben makkabäischen Brüdern und ihrer Mutter Salome nach deren Märtyrertod eine Grabstätte unweit Antiochien errichtet. Helena, die Mutter des Kaisers Konstantin, ließ die dortigen als heilig angesehenen Gebeine von Antiochien nach Konstantinopel bringen. Die von dort nach Mailand gelangten Reliquien sollen durch Rainald von Dassel nach Köln verbracht worden sein.
Die „Chronica praesulum“ berichtete von einer erstmals im 14. Jahrhundert auftauchenden Legende, nach der Erzbischof Rainald im Jahre 1164 mit den Reliquien der heiligen drei Könige auch die der Makkabäer nach Köln gebracht haben soll. Die Reliquien sollen ein Geschenk des Kaisers Barbarossa gewesen sein, die Reinald feierlich nach Köln überführt habe.
Die Wahl eines Kölner Aufbewahrungsortes für die makkabäischen Reliquien soll sich dann schwierig gestaltet haben. Die Benediktinerinnen zur heiligen Ursula in der Blutgasse und die Stiftsdamen von St. Ursula beanspruchten diese Reliquien gleichermaßen für ihre Planungen. Beide Gemeinschaften argumentierten, dass sie ein Kloster an dem Ort errichten würden, an dem nach der Sage die heilige Ursula ihre Marter erlitten habe. Um den Streit zu beenden, soll sich der Erzbischof gegen die Stiftsdamen entschieden haben und überließ die Reliquien den Benediktinerinnen in der Blutgasse. Das Kloster soll dann den Namen Makkabäerkloster erhalten haben, und die Blutgasse erhielt den neuen Namen „platea Machabeorum“.

### Kloster der Benediktinerinnen

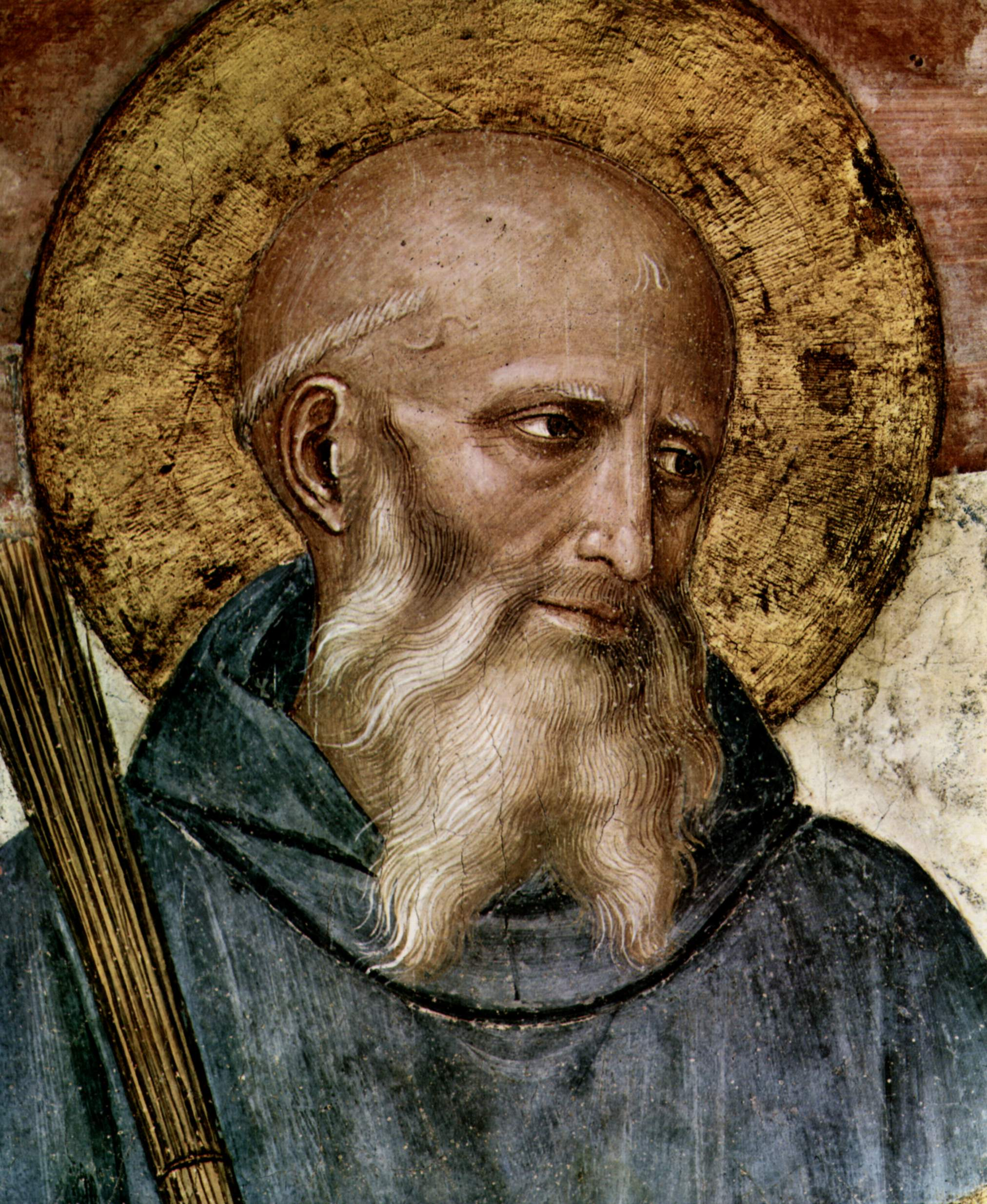
Darstellung des heiligen Benedikt von Nursia

Das Kloster der Benediktinerinnen zu den heiligen Makkabäern war eines der ersten von Ordensfrauen geführten Kölner Klöster. Es war eine Gemeinschaft frommer Frauen, die nach der Regel des heiligen Benedikt ihr Leben als Nonnen führen wollten. Sie gründeten im Jahr 1178 in der nördlichen Kölner Vorstadt ihren Konvent neben einer dortigen alten Kapelle. Er lag in der Höhe der Straße Eigelstein, an der heutigen Machabäerstraße. Wie aus den Schreinseintragungen hervorgeht, hatte die Gemeinschaft bereits um 1180 ihren Grundbesitz beträchtlich abrunden können, auch sollen die Klostergebäude zu dieser Zeit schon erweitert worden sein. Ein 1201 verliehenes Begräbnisrecht wurde dem der Stiftskirche St. Kunibert unterstehendem Kloster jedoch wieder entzogen.

### Makkabäerkirche und Kloster

#### Umbau der Kapelle zur Klosterkirche
Um das Jahr 1178 erfolgten Umbauten an der Kapelle zu einem größeren Gotteshaus. Unter Erzbischof Philipp von Heinsberg, dem Nachfolger Reinalds, erfolgten erste Neuerungen, sodass später, um 1200 die „Meisterin“ des Konventes, Mechtildis, von einer „novella ecclesia“ berichtete. Während der Amtszeit Engelbert des Heiligen (1216–1225) begann man mit dem Bau eines neuen Chores der Kirche.
Im Jahr 1224 berichtet eine Urkunde über die Zugehörigkeit des Klosters, sie vermerkt: capella s. Machabeorum sita Colonie in Monticulo: durch Pr. Bruno von S. Cunibert zugleich mit der  parochia der Dechanei von S. Cunibert überwiesen, weiter wurde in diesem Dokument St. Kunibert als matrix ecclesia bezeichnet. Die Fertigstellung der Kirchenerweiterung (Chor) wurde dann unter Erzbischof Heinrich (1225 bis 1238) vollendet, und 1232 wurde die Weihe der Kirche durch den Bischof „Johannes von Mytilene“ vollzogen.
Zu dieser Zeit besaß die Kirche einen erhöht gelegenen Choranbau, auf den von der Mitte des Kirchenschiffes ein verschließbarer Treppenaufgang führte. Diese Maßnahme diente der räumlichen Trennung der Geistlichkeit von den die Gottesdienste aufsuchenden Laien.

#### Zerstörung durch Großbrand
In mittelalterlicher Zeit waren die offenen Feuerstellen in Häusern und Betrieben häufig Ursache verheerender Brände. Im Jahr 1376 traf es in der Vorstadt Niederich Teil der Pfarre, die mitsamt der Kunibertkirche in Flammen aufging. Im Jahr 1462 waren die Gründe Leichtsinn oder Brandstiftung, die das Machabäerkloster durch einen Brand vernichteten, und im Jahr 1502 traf es das St. Ursulakloster.
Am 4. Mai des Jahres 1462 brannten, ausgehend von einem auf dem Anwesen befindlichen klösterlichen Brauhaus, alle Gebäude bis auf die Kirche ab. Über dieses Unglück wurde wie folgt berichtet:
Des Nachts war ein grosser Brand zu Köln zu den Machabaeern, und er ging an in dem Brauhaus, und das Feuer schlug mit Gewalt in das Kloster, und das Kloster verbrannte vilnae mit einem ab, – und mit grosser Not u. Arbeit behielten sie eben die Kirche.
Unter dem 21. Juni des gleichen Jahres vermerkt ein Schreinseintrag (Hs. C31, 42b): „Dietrich Hoerheym“, Brauer zu Meviren, in Haft wegen des Brandes.

#### Neubauten durch Helias Mertz

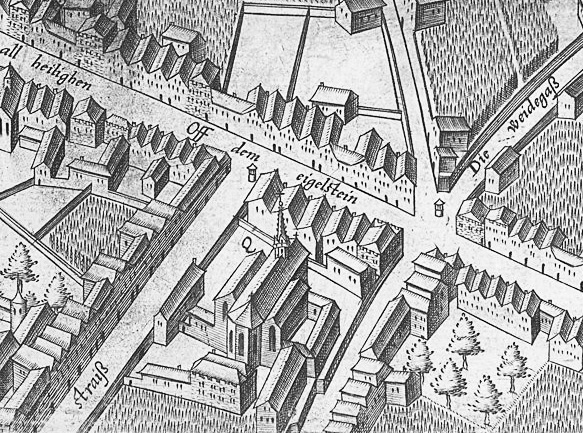
Zweites Kloster und Neubau der Kirche der Makkabäer. Nach Mercator (1571)

Der aus Düren stammende Helias Mertz war erzbischöflicher Komturmeister, und seit 1491 Rektor, Pfarrer und Beichtvater der Benediktinerinnen des Makkabäerklosters. Neben seinem seelsorgerischen Amt galt sein besonderes Interesse jedoch der sakralen Architektur und gleichermaßen der Christlichen Kunst. Neben dem Freund und Stifter der Benediktinerinnen „Hermann von der Ark“, Kanonikus von St. Kunibert, und Pfarrer an St. Brigiden, trat auch Mertz im Rahmen seiner Möglichkeiten als Stifter hervor, in dem er Teile seines Privatvermögens zum Wohle des Konventes einbrachte.
Auf Initiative des Helias Mertz erfolgte nicht nur der Wiederaufbau des durch Feuer zerstörten Klosters an der Machabäerstraße. Obwohl die Kirche durch den Brand nur geringe Schäden erlitten hatte, erkannte Mertz wohl auch die voranschreitende Baufälligkeit der ersten Klosterkirche und nahm auch deren Neubau in Angriff.

#### Baubeschreibung und Finanzierung
Auf dem von einer Mauer umgebenen Klostergelände wurde 1504 mit dem Neubau der Kirche begonnen. Mertz, der nur wenig der baufälligen Kirche erhalten wollte, begann mit dem Bau eines neuen, dreiseitig abschließenden über einer Gruft errichtetem Chors und konnte das Gesamtbauwerk schon 1506 vollenden. Entstanden war eine dreischiffige, fünfjochige Hallenkirche. Das Bauwerk hatte eine Gesamtlänge und Breite von 30 × 17 Meter. Es ruhte auf aus Säulenbasalt und Tuffstein ausgeführtem Fundament, sein Mauerwerk war im unteren Bereich in der in Köln angewandten Art des 12. Jahrhunderts ausgeführt. Die Seitenschiffe, am Ende des südlichen lag die Katharinenkapelle und am Ende des nördlichen Schiffes die mit dem Chor verbundene Sakristei, hatten ursprünglich kleine rundbogige Öffnungen, die in späterer Zeit vermauert wurden. Als Ersatz für einen nicht hoch geführten Westturm hatte das höhere Mittelschiff am westlichen Ende einen achtseitigen, bleigedeckten Holzturm erhalten, der mit einer krabbenverzierten schlanken Spitze endete.
Die innere Gewölbearchitektur zeigte ein Konzept, welches die Gewölberippen von aufschließenden Pfeilerbündeln, ohne Kapitelle auslaufen ließ. Das Westwerk ruhte auf einem Mittelpfeiler und die mit Emporen versehenen Seitenschiffe waren vom Mittelschiff durch schlankes Maßwerk separiert. Die Türbogen der Kirche waren mit Bildwerk oder Inschriften gekrönt.
Mertz, der während des Abbruchs des alten Hochaltars Funde ursulanischer Reliquien zu Tage gefördert haben soll, steigerte damit die Spendenwilligkeit vieler Gläubiger, sodass die Stiftungen die Baukosten abdeckten. Durch zusätzliches Ausstellen ungarischer Reliquien verstand Mertz nicht nur das Ansehen des Klosters zu erhöhen, sondern auch einen noch höheren Pilgerzustrom auszulösen. Helias Mertz verstarb im Jahr 1527, sein begonnenes Werk wurde von Ortwin Gratius fortgeführt.
Unter den wiedererstandenen Baulichkeiten des Konventes wurde das Kapitelhaus der Nonnen in besonderer Weise ausgeschmückt. Es soll 1536 durch den Maler Jasper, wahrscheinlich Jasper Woensam von Worms, Vater des Anton Woensam, ausgemalt worden sein.
Das einheitliche Bauwerk spätgotischen Stils wurde später, dem Geschmack der aufkommenden Barockzeit entsprechend, hervorragend ausgestattet.

#### Inventar und Erhaltenes

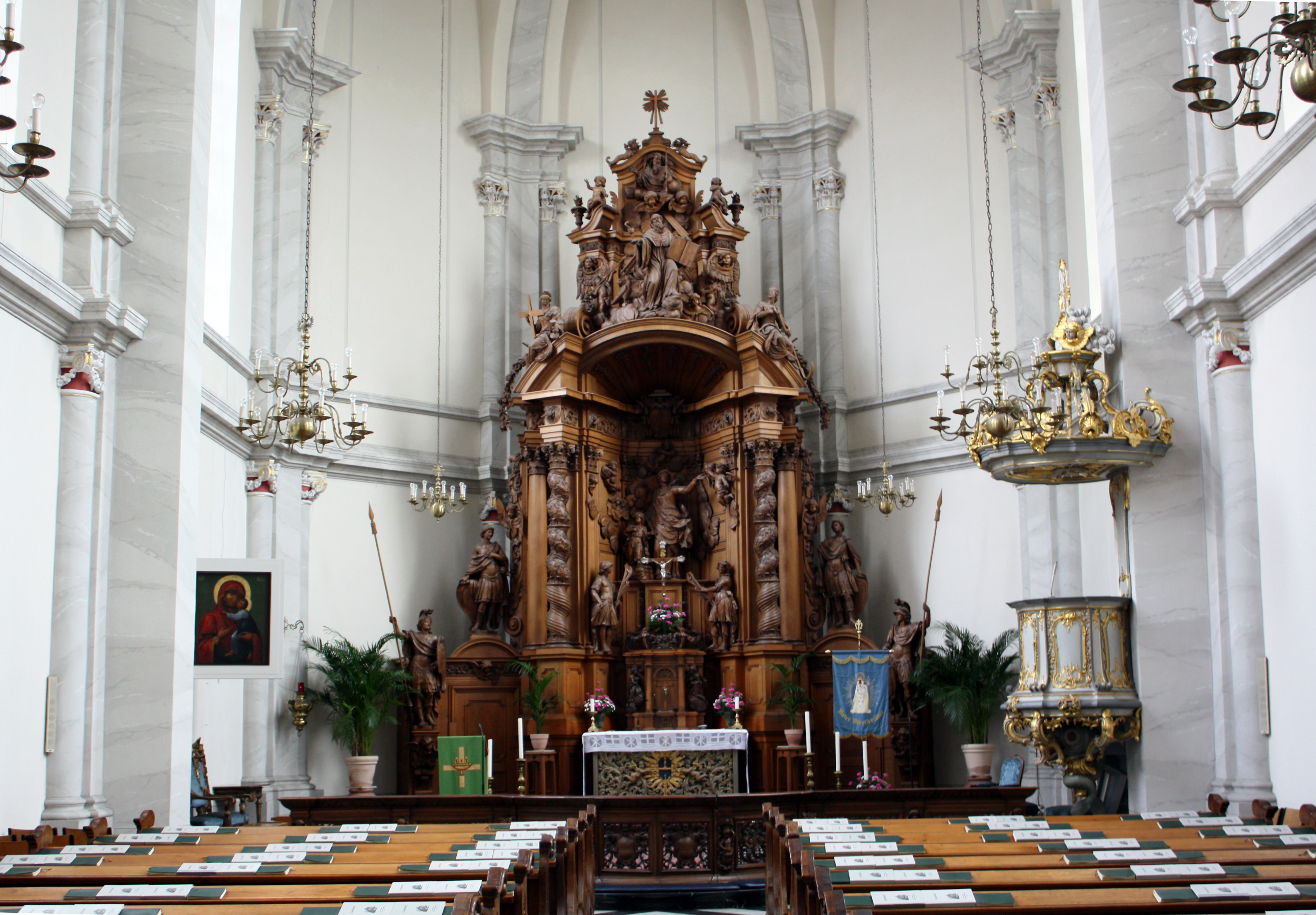
Der ehemalige Hochaltar der Klosterkirche wurde 1717 unter der Äbtissin Gertrud Mummartz dem Kloster gestiftet

- Der ehemalige Hochaltar der niedergelegten „Makkabäerkirche“ gelangte nach einem zwischenzeitlichen Standort in der Kirche St. Andreas im Jahr 1963 in die Kirche der „Schwarzen Muttergottes“. Der Altar wie auch die dort vor ihm im Halbrund aufgestellte Kommunionbank sind aus Eichenholz geschnitzte Kunstwerke. Sie sind, ebenso wie einige der im Krieg verbrannten Kunstwerke der Kirche, Arbeiten des Johann Franz van Helmont und des Johannes van Damm aus dem ersten Drittel des 18. Jahrhunderts.[9]

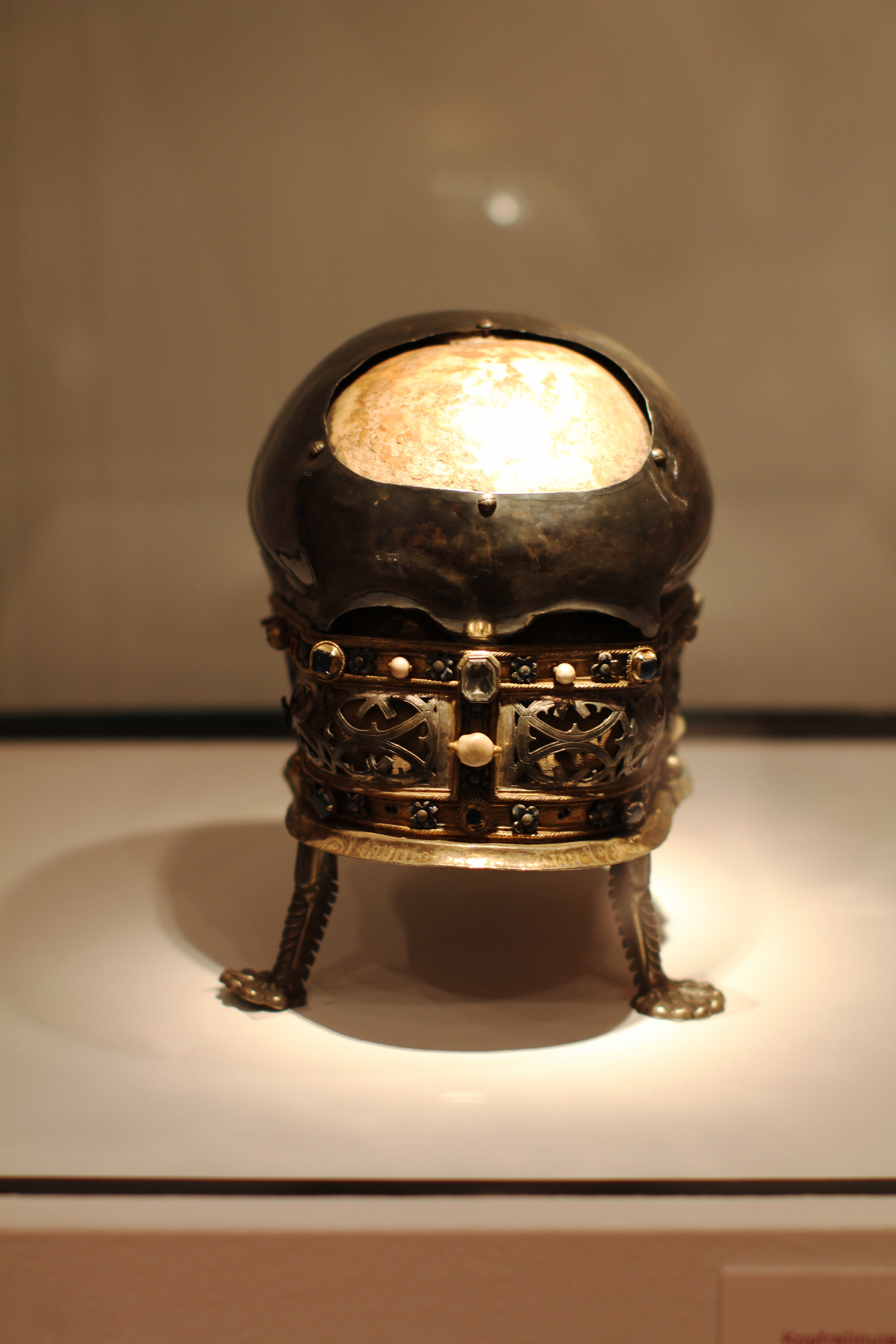
Reliquiar des hl. Joachim aus St. Makkabäer

- Die mit der Legende der Makkabäerreliquien verbundenen Kunstwerke wurden ebenfalls vom Freund und Mentor der Benediktinerinnen des Makkabäerklosters, Helias Mertz, in Auftrag gegeben. Sie sind Beispiel der spätmittelalterlicher Kunstformen außergewöhnlicher Reliquiengefäßes.

Zu diesen gehörte ein seit dem Anfang des 16. Jahrhunderts in Köln gefertigtes Kopfreliquiar des verehrten heiligen Joachim (er soll der Großvater Jesu gewesen sein), welches zum Kirchenschatz des Makkabäerklosters zählte. Es befindet sich heute in der Kirche St. Kunibert, in nur geringer Entfernung zum Standort des ehemaligen Konventes. Ob das Innere des um 1520 in Köln (wahrscheinlich) von dem Goldschmied „Peter vur der Paffenpforten“ oder von dem Künstler Peter Hanemann gefertigten Reliquiars schon mit den anderen makkabäischen Reliquien nach Köln gelangte, die Rainald von Dassel aus Mailand überführte, ist nicht belegt. Das mit Edelsteinen besetzte, teilvergoldete Gefäß ist aus Silber und Email geschaffen und wurde als Leihgabe zu einer Sonderausstellung des Kölner Stadtmuseums unter dem Motto „Schauplatz Kölner Geschichte“  vom Dezember 2013 bis April 2014 präsentiert.
- Auf dem Schrein der Makkabäer dargestellt sind diverse Szenen aus Legende und Martyrium der sieben Makkabäerbrüder und ihrer Mutter Salome sowie die Leidens- und Auferstehungsgeschichte Christi.[11]

Epitaphe

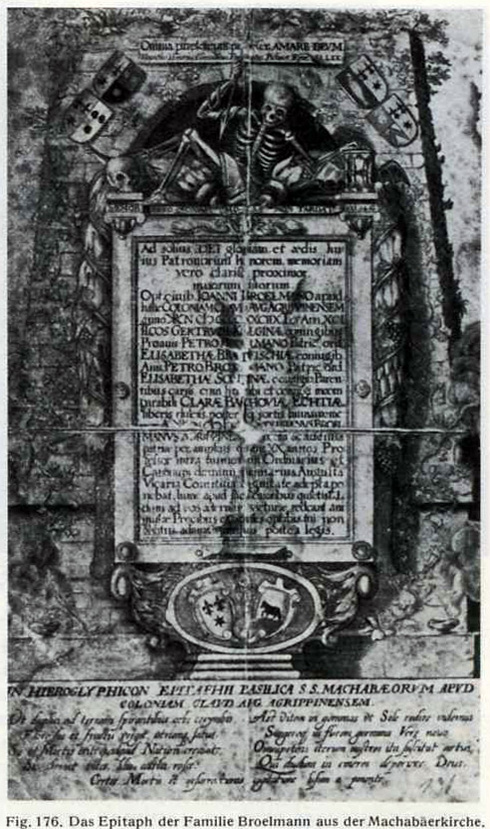
Epitaph der Familie Broelmann

Epitaph der Familie Stephan Brölmann vor dem Liebfrauenaltar der Klosterkirche. Dort hatte Brölmann 1606, wahrscheinlich nach dem Tod seiner Frau, ein von ihm selbst entworfenes Epitaph in Auftrag gegeben und aufstellen lassen. Dieses zeigt (oben rechts und links) vier Wappen seiner Vorfahren und unten die Wappen Brölmann/Bachhoven von Echt.
- Grabmale
- Reliquiare
- Blutbrunnen

Gemälde
Ein Tafelbild des heiligen Erasmus vor dem Chor der Kirche aus dem Jahr 1541. Ein weiteres Tafelbild zeigte mittig die Kreuzigung und auf den Flügelseiten die Machabäer sowie die heilige Ursula.
- Skulpturen

Orgel
Die dem 16. Jahrhundert entstammende Orgel der Klosterkirche wurde im 18. Jahrhundert ersetzt und gelangte im Jahr XII der Franzosenzeit, auf Bitte der Pfarre St. Johann Baptist in die Kirche der Kölner Südstadt.

### Aufhebung und Niederlegung

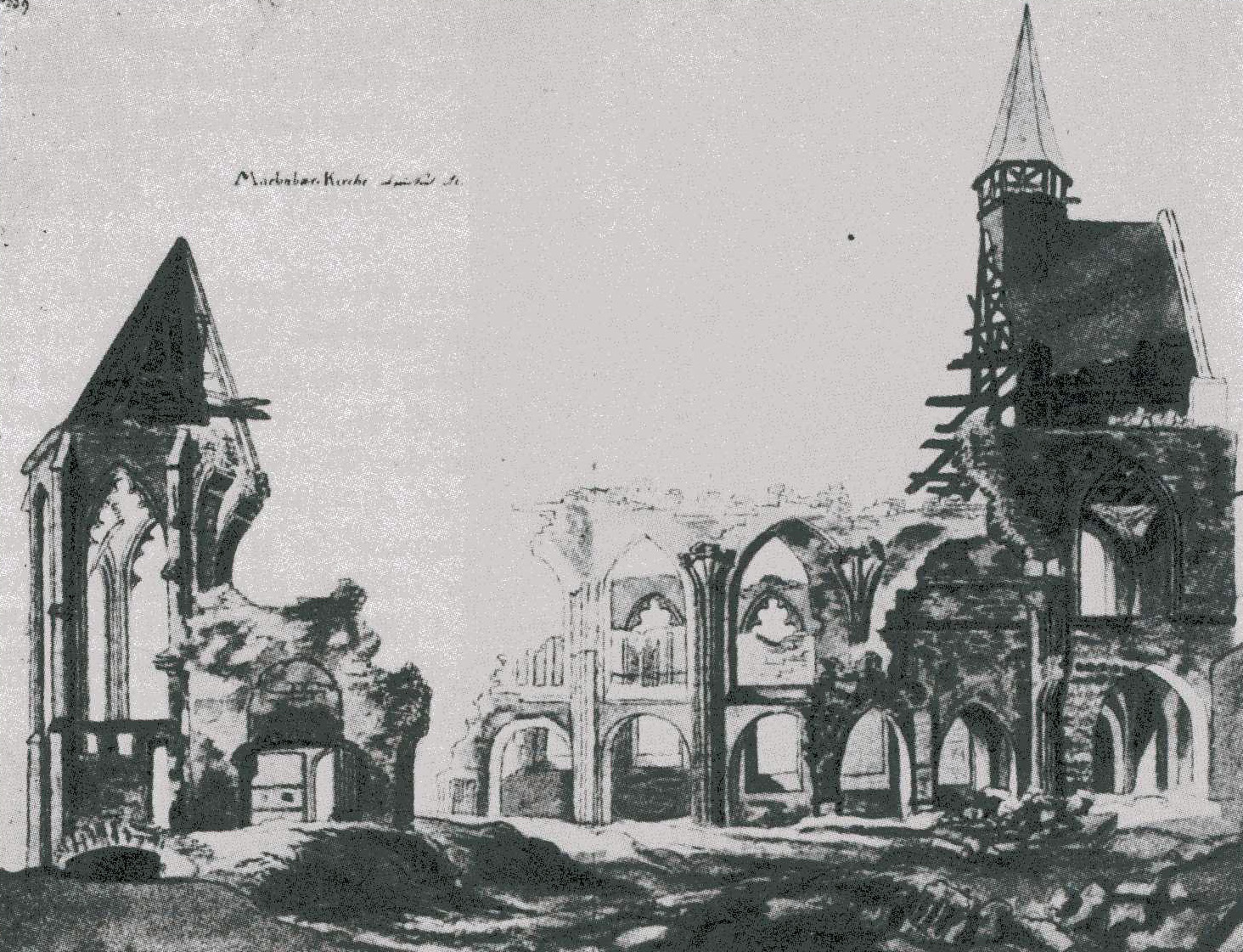
Machabäerkirche während des Abbruchs 1808

Der Kreis derer, die nach der Aufhebung des Klosters im Jahr 1802 ein Fortbestehen der Machabäerkirche favorisierten, war zu klein. Der geringe Einfluss der Befürworter des Kirchenerhaltes reichte nicht aus, den Verfall des Bauwerks durch Sanierungsmaßnahmen aufzuhalten. Nachdem 1806 auch die Bleiabdeckungen der Bedachung entfernt worden waren, hatte dies den endgültigen Verfall der Kirche zur Folge. Im Jahr 1808 war sie teilweise eingestürzt und wurde wenig später abgetragen. Auf dem Areal der Klosteranlage entstand zunächst eine Zuckerfabrik, der in den Jahren 1899/1900 die Errichtung einer Volksschule folgte.